# Chateau De Sable
Chateau De Sable ist ein französischer animierter Kurzfilm von Quentin Deleau, Lucie Foncelle, Maxime Goudal, Julien Paris und Sylvain Robert aus dem Jahr 2015.

## Handlung
Inmitten einer Wüste liegt eine große, perlenähnliche Kugel. Aus dem Sand beginnen sich eine Burg sowie Soldaten zu bilden, welche die auf der Spitze eines Turmes liegende Kugel bewachen. Als plötzlich ein Sandsturm aufkommt, wird die Burg von einer riesigen Krabbe angegriffen. Die Soldaten beginnen die Burg zu verteidigen, sind jedoch chancenlos gegen die Krabbe. Zwei der Sandsoldaten vereinen sich zu einem Ritter, dessen Angriffe jedoch auch kaum eine Wirkung auf die Krabbe haben. Als es zum finalen Kampf zwischen den beiden kommt, verharren die beiden Gegner und blicken hinauf zum Himmel. Sie sehen, wie eine riesige Flutwelle auf die Burg zukommt.
Die Burg lag nicht in einer Wüste, sondern war eine an einem Strand gebaute Sandburg.

## Auszeichnungen
Chateau De Sable war für 12 Preise nominiert, von denen der Film drei gewann. So gewann er 2016 beim 23. Internationalen Trickfilmfestival Stuttgart den Amazon Audience Award.